# Kartódromo de Cascavel
O Kartódromo de Cascavel – Delci Damian é um complexo automobilístico brasileiro, voltado para o Kartismo. Está localizado no município paranaense de Cascavel.

## Histórico
Inaugurado em dezembro de 1992, ao lado do Complexo do Lago, passou por uma grande reforma e foi reinaugurado em maio de 2012. É considerado um dos melhores do Brasil.

## Estrutura
Conta com uma pista de alta velocidade, com 1 200 metros de comprimento por 8 metros de largura, arquibancadas fixas, 42 boxes, parque de abastecimento e estrutura completa para o público.  
É dotado de iluminação para provas noturnas.
É homolgado pela CBA – Confederação Brasileira de Automobilismo.

## Eventos
Sedia eventos locais e nacionais, como a Copa Paraná, Campeonato Sul-Brasileiro, Campeonato Brasileiro e a Cascavel de Ouro de Kart.